# 溪埔子
溪埔子，原寫為溪埔兒，是台灣新竹市東區、北區交界地帶的一個傳統地域名稱，位於兩區交界的最北部。相較於今日行政區，其範圍大致包括東區的前溪里不含南端凸出部分的西南大半部，以及北區的舊社里東部。

## 歷史
台灣清治末期至日治前期，溪埔子地區為一街庄，稱為「溪埔兒庄」，隸屬於竹北一堡。該庄東北隔頭前溪主流河道與斗崙庄為界，東南與二十張犁庄相鄰，南邊為東勢庄、水田庄，西邊及西北邊為湳雅庄。
1901年（日治明治三十四年）11月，全台廢縣廳改設二十廳，該庄隸屬於新竹廳。1909年（明治四十二年）10月，合併二十廳為十二廳，該庄隸屬不變。1920年（大正九年），廢十二廳改設五州二廳，該庄改制並雅化為「溪埔子」大字，隸屬於新竹州新竹郡新竹街，大字下有「溪埔子」、「四分子」、「白沙屯」小字名。1930年新竹街升格為新竹市，本地區仍屬之。
戰後新竹市改制為省轄市，大字亦改制為里。1950年新竹縣市合併後拆分為桃、竹、苗三縣，新竹市縮減轄區並降為新竹縣縣轄市，本地區仍屬之。1982年7月，新竹市再度升格為省轄市。

## 交通
省道台68線即「東西向快速公路－南寮竹東線」，大致以西北—東南走向經過溪埔子地區中部偏北的頭前溪南岸地帶，在本地區東部邊界省道台1線交會處設有新竹二交流道，由此可快速前往頭前溪下游南岸各地，亦可在芎林交流道下平面道路，再前往國道3號。
臺省道台1線又稱「縱貫公路」，是台北至屏東楓港的傳統幹道，大致以北北東—南南西走向轉橫向經過本地區東邊界地帶及南部，向北可前往竹北、新豐、楊梅等地，向西可繞過新竹市中心前往香山、頭份、後龍等地。